# 1576 Fabiola
Az 1576 Fabiola (ideiglenes jelöléssel 1948 SA) a Naprendszer kisbolygóövében található aszteroida. Sylvain Arend fedezte fel 1948. szeptember 30-án, Uccleban.